# České Zlatníky
České Zlatníky (německy Böhmisch-Zlatnik) je místní část obce Obrnice v okrese Most v Ústeckém kraji. Nachází se v nadmořské výšce 229 metrů, asi pět kilometrů východně od města Mostu. Rozkládá se mezi řekou Bílinou a silnicí I/13, která ji spolu s říčkou Srpinou odděluje od Obrnic. Původní zástavba je situovaná v horní části kolem kostela, dolní část směrem k Obrnicím tvoří řadová zástavba. Je zde pouze jedna ulice – Dukelská. České Zlatníky mají spojení s Mostem pomocí autobusové linky MHD č. 10.

## Název
Původní tvar jména vsi zněl Slatník, Slatníky nebo Slatinníci, byl odvozen ze slova slať a přídavné jméno v názvu bylo zavedeno pro odlišení od Slatinic (též Deutsch Zlatnik). V historických pramenech se jméno objevuje ve tvarech: Schlatnigk (1263), Slatnyk (1352), Zlatnik (1369 až okolo roku 1405), Slathnik (1363), Zlatnik (1406, 1414),  „in v. Zlatniczich“ (1454), Zlatnik (1465), Zlatnici (1478), v Zlatnicích (1492), Schlatnyck (1574), Zlatniky (1628–1634), Zlatníky (1637, 1654), Böhmisch Schladnig a Zlatnicze (1787), Böhmisch-Schladnig a Žlatnice (1833), Zlatníky, Zlatnice, Böhmisch Schladnig (1848) a úředně Zlatníky České nebo Böhmisch Zlatnik.

## Historie
První písemná zmínka o Českých Zlatníkách pochází z roku 1264. Ves v letech 1453–1623 patřila k panství Patokryje. Poté ji získali Lobkovicové a připojili ji ke svému panství Bílina, jehož součástí byla až do roku 1848.

## Obyvatelstvo
Při sčítání lidu v roce 1921 zde žilo 301 obyvatel (z toho 155 mužů), z nichž bylo 55 Čechoslováků a 246 Němců. Kromě jednoho evangelíka, deseti členů církve československé a patnácti lidí bez vyznání se hlásili k římskokatolické církvi. Podle sčítání lidu z roku 1930 měla vesnice 369 obyvatel: 53 Čechoslováků a 316 Němců. Většina byla římskými katolíky, pouze dva lidé patřili k evangelickým církvím a třináct lidí bylo bez vyznání.
|                                                                  | 1869 | 1880 | 1890 | 1900 | 1910 | 1921 | 1930 | 1950 | 1961 | 1970 | 1980 | 1991 | 2001 | 2011 | 2021 |
| ---------------------------------------------------------------- | ---- | ---- | ---- | ---- | ---- | ---- | ---- | ---- | ---- | ---- | ---- | ---- | ---- | ---- | ---- |
| Obyvatelé                                                        | 172  | 198  | 169  | 262  | 317  | 301  | 369  | 260  | 259  | 259  | 207  | 183  | 168  | 175  | 184  |
| Domy                                                             | 31   | 32   | 32   | 38   | 47   | 50   | 76   | 78   | —    | 59   | 55   | 61   | 65   | 67   | 66   |
| Počet domů z roku 1961 je zahrnut v domech místní části Obrnice. |      |      |      |      |      |      |      |      |      |      |      |      |      |      |      |

## Obecní správa
Po roce 1850–1900 se České Zlatníky staly osadou obce Želenice v okrese Teplice. V letech 1896–1900 byly součástí okresu Duchcov V letech 1930–1950 byly samostatnou obcí, se kterým patřily nejprve do okresu Duchcov a poté až do roku 1950 okresu Bílina. V roce 1960 byly připojeny k okresu Most a staly se osadou obce Obrnice.[zdroj?]

## Kostel svatého Jiří
Farnost je ve vsi uváděna už ve 14. století. Fara zanikla kolem roku 1623 a byla obnovena v roce 1694. Kostel svatého Jiří pochází z konce 17. století. V roce 1976 začala jeho rekonstrukce, která trvala do roku 1994. Do kostela byl přenesen barokní a rokokový inventář ze zbořeného kostela svatého Františka Serafínského z minoritského kláštera ve starém Mostě, a to včetně nástropních fresek.